# Förderkorb

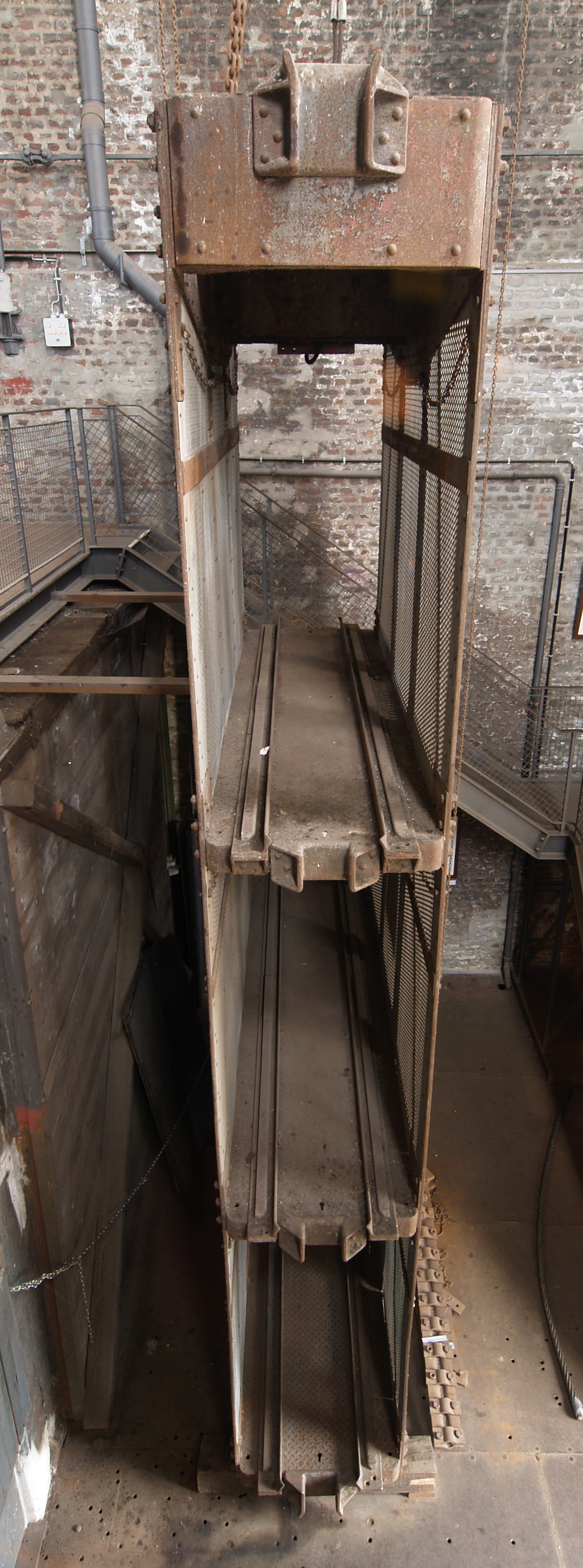
Ausgebauter Förderkorb mit drei Etagen im Malakow-Turm der ehem. Zeche Hannover

Ein Förderkorb, auch als Fördergestell oder einfach nur Gestell, Fördergerippe, Schachtschale oder auch, vor allem in Österreichischen Bergwerken, Förderschale bezeichnet, ist ein Fördermittel, das im Bergbau zur Förderung von Material und der untertage gewonnenen Bodenschätze eingesetzt wird. Förderkörbe sind so gebaut, dass sie die für die Streckenförderung genutzten Förderwagen aufnehmen können. In der Regel werden Förderkörbe auch für die Seilfahrt genutzt. Hierfür sind dann jedoch besondere Sicherheitsvorkehrungen erforderlich.

## Grundlagen und Geschichte
Förderkörbe müssen so konstruiert sein, dass sie möglichst wenig Gewicht haben und trotzdem eine ausreichende Haltbarkeit aufweisen. Dies ist erforderlich, um eine möglichst geringe Totlast zu haben. Dies ist insbesondere bei Schächten mit großer Teufe von erheblicher Bedeutung, da sich hier das Eigengewicht der Förderseile stark bemerkbar macht. In den ersten Jahren wurden Förderkörbe aus Holz erstellt und zur Stabilisierung mit Beschlägen aus Eisen versehen. Später wurden nur noch Förderkörbe aus Stahl verwendet. Verwendet wurden hier insbesondere Profilstähle mit Winkel-, T- oder U-Profil. Im Laufe der Jahre wurden eine Vielzahl von unterschiedlichen Fördergestellen hergestellt, die sich in ihrer Form ähnelten, jedoch im Aufbau unterschieden. In der Regel hatten die Fördergestelle eine viereckige Form, es gab aber auch einige andere Bauarten. Die Fördergestelle haben zwischen einer und vier Etagen, auf jede der Etagen haben je nach Bauart zwischen einem und zwei Förderwagen Platz. Die einfachste Fördergestellkonstruktion sind einstöckige Fördergestelle. Anfangs wurden die Förderwagen direkt auf den Boden der Fördergestelle geschoben, Schienen verwendete man erst später. Diese Fördergestelle hatten in der Regel kein Dach und wurden überwiegend in Blindschächten zur Förderung eingesetzt. Weiteres Einsatzgebiet war der Erzbergbau, wo diese Art der Fördergestelle in geringem Umfang auch in Hauptschächten eingesetzt wurde. Allerdings konnten diese einfachen Fördergestelle nur bei geringen Fahrgeschwindigkeiten verwendet werden. Überall dort, wo größere Massen zu fördern sind oder wo aus größeren Teufen gefördert werden muss, ist es erforderlich, dass die Fördergestelle mit mehreren Tragböden versehen sind, bei denen auf jedem Tragboden bis zu zwei Förderwagen Platz haben.

## Moderne Förderkörbe
Moderne Förderkörbe bestehen aus einer stabilen Stahlprofilkonstruktion, die meistens in mehrere Etagen unterteilt ist. Jeder Korb hat als Basis einen Kopfrahmen und einen Grundrahmen. Der Kopfrahmen muss verstärkt ausgeführt werden, da an ihm das Förderseil angebracht wird. Am untersten Rahmen des Korbes (Grundrahmen) wird bei Treibscheibenfördernanlagen das Unterseil mittels Seilendverbinder angebracht. Kopfrahmen und Grundrahmen sind mittels Stahlstreben verbunden, die dem einzelnen Rahmen die nötige Stabilität verleihen. Diese Stahlstreben werden in Form von Längsverbindungen und Schrägversteifungen verbaut. Die Höhe der einzelnen Etagen liegt zwischen 1,8 und 1,9 Meter. Werden die Förderkörbe auch für die Seilfahrt genutzt, muss die lichte Mindesthöhe zwischen den Etagen zwei Meter betragen. Jede Etage hat einen separaten Tragboden, der aus Eisenblech besteht. Die Tragböden sind an den Stahlstreben, die sich zwischen dem Kopfrahmen und dem Grundrahmen befinden, befestigt. Auf den einzelnen Tragböden sind Schienen verlegt, auf denen die Förderwagen stehen. Damit die Förderwagen nach dem Aufschieben auf dem Korb ruhig stehen bleiben und sich nicht vor- und zurückbewegen, sind hierfür mechanische Vorrichtungen wie z. B. Klinken in der Korbmitte oder Erhöhungen oder Vertiefungen auf den Schienen vorhanden. Die Seitenwände sind in der Regel mit Blechen verkleidet. Um Gewicht einzusparen, verwendet man hier Lochbleche. Weitere Gewichtseinsparungen lassen sich nur noch durch den Einsatz von Werkstoffen mit höherer Festigkeit erreichen. Die Stirnseiten sind offen. Dies ist erforderlich, damit bei der Gestellförderung die Förderwagen auch durchgeschoben werden können. Der Förderkorb ist an einem Förderseil mittels Zwischengeschirr befestigt und wird im Schacht in der Regel von Spurlatten geführt. Um den Korb sicher an den Spurlatten durch den Schacht führen zu können, befinden sich auf beiden Seiten des Korbes an jedem Tragboden sogenannte Führungsschuhe, die den Korb an den Spurlatten entlang gleiten lassen.

## Besondere Vorkehrungen für die Seilfahrt
Bei der Seilfahrt müssen am Korb besondere Sicherheitsvorkehrungen vorhanden sein, die die auf dem Korb befindlichen Personen vor Verletzungen schützen. Da die Stirnseiten im Normalbetrieb offen sind, müssen sie während der Seilfahrt mittels Förderkorbtüren verschließbar gemacht werden. Um die offenen Seiten während des Treibens sicher zu verschließen, werden Türen aus Blech oder aus Drahtgeflecht verwendet. Geeignet sind hierfür speziell gefertigte Flügeltüren, Jalousieverschlüsse und Schiebetüren. Am besten von diesen drei Korbverschlüssen haben sich die Jalousieverschlüsse und die Schiebetüren erwiesen. Flügeltüren haben den Nachteil, dass sie sich während der Fahrt leicht öffnen und bei heftigen Stößen aus den Türangeln springen. Auf jeden Tragboden muss pro Fahrendem ein Platz von mindestens 0,25 m2 vorhanden sein. Durch diesen Mindestplatzbedarf für jede Person wird auch gleichzeitig die maximale Personenzahl pro Tragboden festgesetzt. Außerdem muss durch geeignete technische Maßnahmen dafür Sorge getragen werden, dass die auf dem Korb befindlichen Personen aus dem Korb befreit werden können, wenn dieser nicht am Zielanschlag stehen bleibt. Um Personen, die sich auf einem Korb mit nicht mehr fahrbereiter Fördermaschine befinden, bergen zu können, müssen in alle Tragböden mit Ausnahme des untersten Tragbodens Durchstiegsöffnungen integriert sein. Diese Öffnungen müssen mit Klappen verschlossen sein, die sich von oben und unten für die Bergung der festsitzenden Personen öffnen lassen. Die Klappen müssen so konstruiert sein, dass sie bei Öffnung nicht über das Profil des Förderkorbes hinausragen. Damit der Förderkorb nach einem Seilbruch nicht in den Schacht stürzt, waren für Förderkörbe, mit denen die Seilfahrt durchgeführt wurde, Fangvorrichtungen vorgeschrieben. Anfang der 1950er Jahre wurden die Fangvorrichtungen für Förderkörbe im westdeutschen Bergbau bergbehördlich wieder verboten.

## Bilder

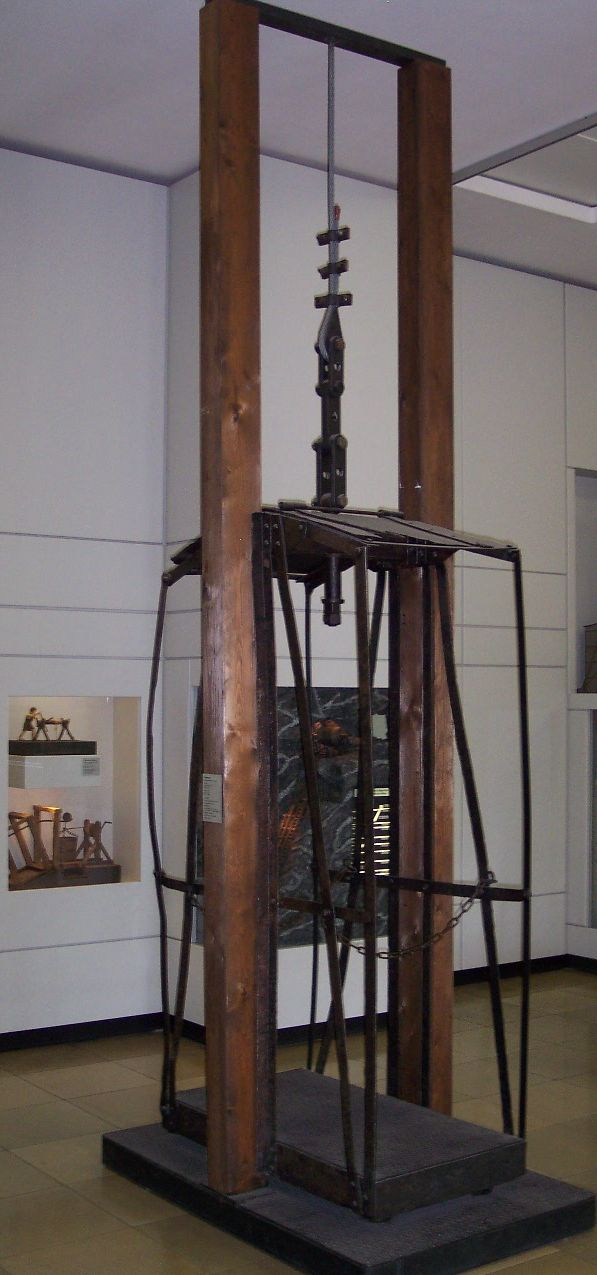
Personenförderkorb
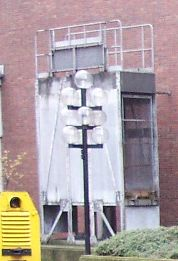
Moderner Förderkorb
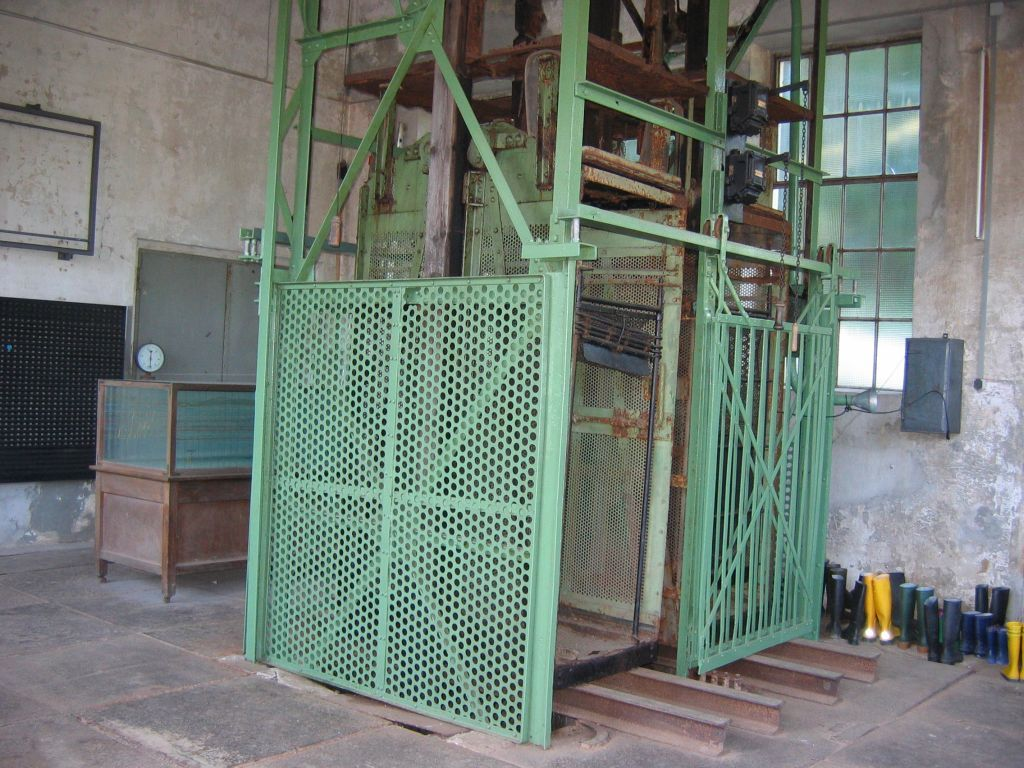
Schachteinrichtungen und Förderkorb aus dem Harzer Bergbau
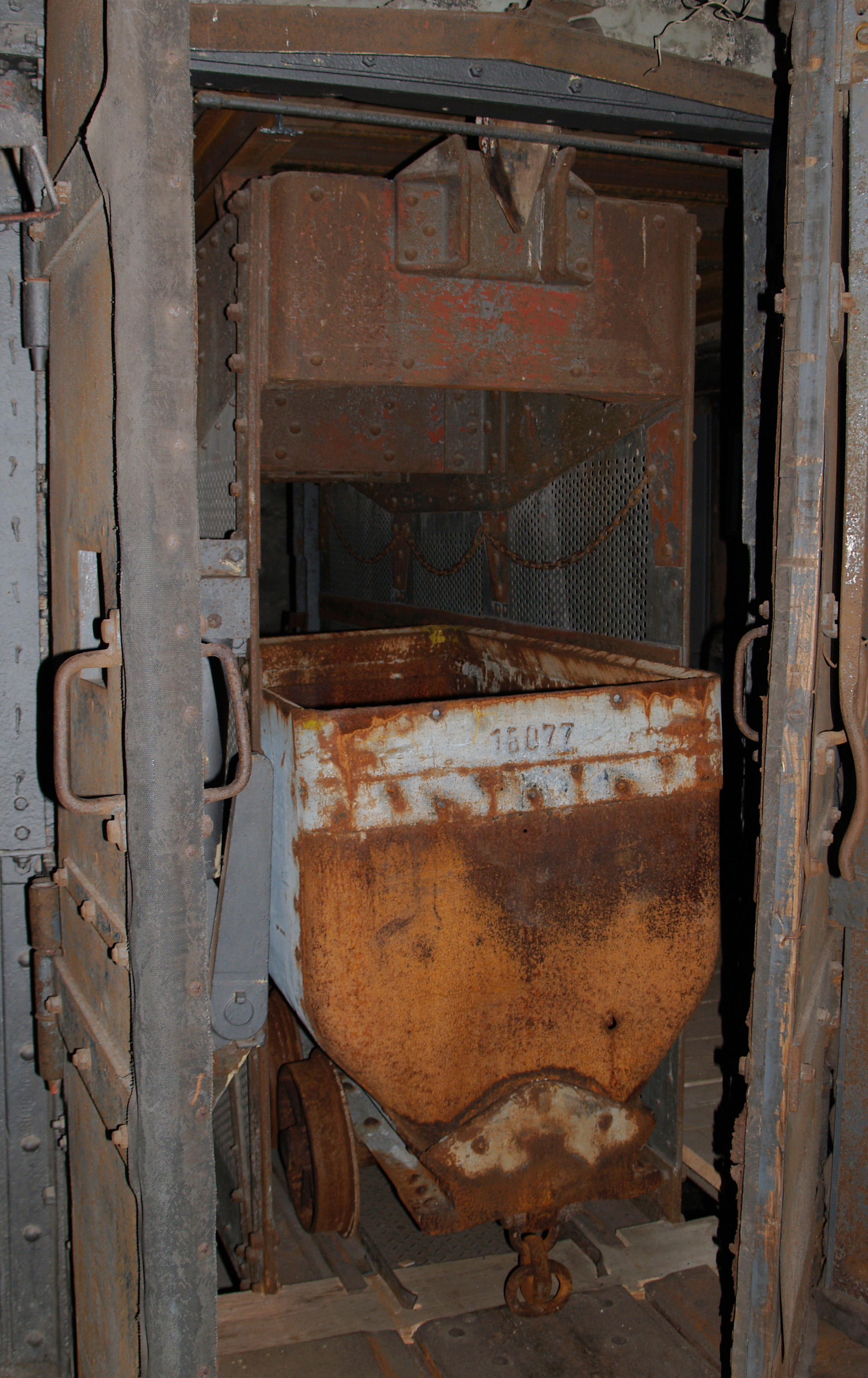
Förderkorb mit Hunt